# Stazione di San Demetrio de' Vestini
La stazione di San Demetrio de' Vestini è una stazione ferroviaria della ferrovia Terni-Sulmona a servizio del comune di San Demetrio ne' Vestini. Il nome della stazione, sbagliato a causa di una trascrizione errata, non è mai stato cambiato dalla sua apertura.

## Movimento
La stazione è servita dai treni regionali gestiti da Trenitalia per conto della regione Abruzzo, diretti a L'Aquila e Sulmona.